# Сражение при Сан-Солано
Сражение при Сан-Солано, известное также как Рекогносцировка 16 июля (порт. Reconhecimento 16 de Julho), — последняя победа парагвайской армии в Войне Тройственного союза. 16 июля 1868 года защитники Умайты отбили штурм бразильской армии, планировавшийся стать решающим.

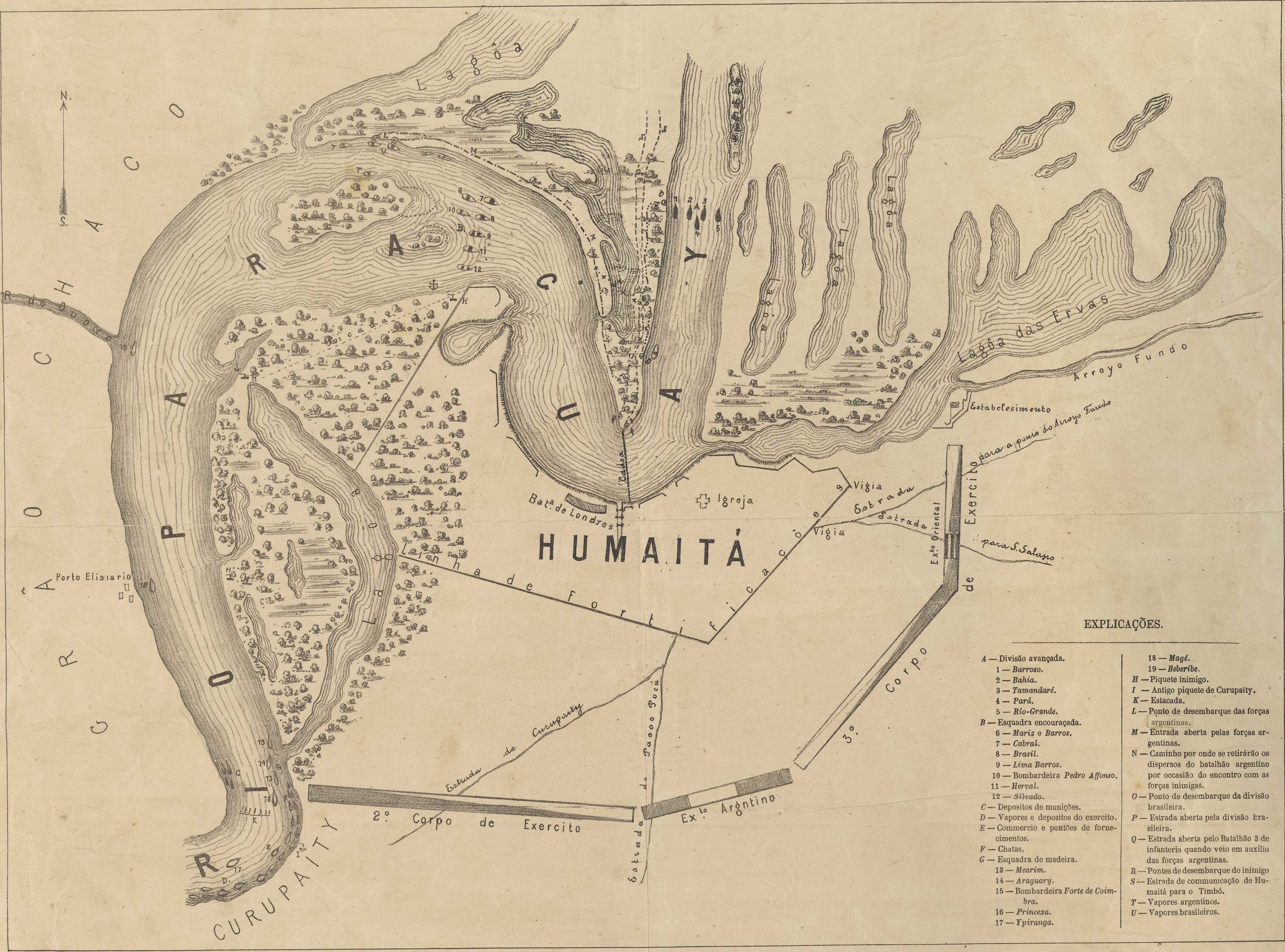
Расположение союзных войск вокруг Умайты 30 апреля 1868 г.

К началу июля 1868 года, когда в крепости Умайта стало заканчиваться продовольствие и не было возможности его пополнить, комендант, полковник Франсиско Мартинес, понял, что дальнейшее сопротивление бесполезно, но все же не мог капитулировать без приказа Солано Лопеса. Он начал эвакуацию на каноэ только раненых и немногочисленных мирных жителей. Их передвижения по реке не остались незамеченными командами бразильских броненосцев, которые доложили Кашиасу, что окончательная эвакуация началась.
Маркиз Кашиас приказал ускорить подготовку к штурму. Генерал Мануэл Луис Осорио выразил сомнения по поводу плана. Генерал Виторино Карнейро Монтейру справедливо отметил, что Умайта с её немногочисленным гарнизоном (около трёх тысяч) уже не имеет большого военного значения, и что союзникам следует сосредоточиться на преследовании основных сил армии Солано Лопеса, а не тратить жизни на захват позиций столь ограниченного значения. Вместо того, чтобы начать штурм со всей своей тридцатитысячной армией, Кашиас приказал провести атаку только 3-му бразильскому корпусу генерала Осорио, насчитывавшему 12 тысяч.
15 июля парагвайские пикеты сообщили об обширном перемещении войск противника вдоль линии, ведущей к Сан-Солано, что указывало на общее наступление, которого Мартинес давно ожидал. Он угадал место предстоящего удара союзников и перебросил большую часть своих немногочисленных сил к назначенному месту: северо-восточному флангу окопов.
На рассвете 16-го генерал Осорио повел свои войска на позиции противника атакующими колоннами и кавалерийской рысью. «Под звуки оркестра и с развевающимися на ветру знамёнами бразильцы величественно продвигались вперед, словно на плацу» на парагвайские северные траншеи перед Сан-Солано, где боевым участком командовал полковник Педро Эрмоса.
Несмотря на то что часть кавалеристов угодила в волчьи ямы, покрывавшие всю линию обороны, первая линия была захвачена, и батальоны Осорио начали вступать во вторую оборонительную линию. В этот момент Эрмоса приказал открыть по атакующим огонь из 46-ти своих 68-фунтовых и 32-фунтовых артиллерийских орудий. Парагвайские артиллеристы в упор вели огонь по вражеским колоннам. Канонада была такой неожиданной, такой жестокой и такой непрекращающейся, что бразильцы стали отступать в беспорядке. Осорио пытался сплотить своих людей и заставить их вернуться в атаку, но две лошади были подстрелены под ним, и, пока он пытался сесть на третью, его солдаты бросились бежать. Осорио попытался вызвать подкрепление, но Кашиас приказал ему отступить.
Бразильцы потеряли около двух тысяч убитыми и ранеными, парагвайцы — всего 194 человека. И маршал Лопес, и полковник Мартинес могли быть удовлетворены этим впечатляющим отпором тому, что должно было стать окончательным штурмом.